# Список высших учебных заведений Севастополя
В список высших учебных заведений Севастополя включены образовательные учреждения высшего и высшего профессионального образования, находящиеся на территории Севастополя и участвовавшие в мониторинге Министерства образования и науки Российской Федерации 2015 года. Этим критериям в Севастополе соответствуют 2 вуза и 5 филиалов.
Филиалы вузов, головные организации которых находятся в иных субъектах федерации, сгруппированы в отдельном списке. Порядок следования элементов списка — алфавитный.
Вузы, лицензия которых не действует на 14 июня 2016 года, отмечены цветом.

## Список высших образовательных учреждений
| Название                                    | Категория         | Год основания | Месторасположение | Число студентов |
| ------------------------------------------- | ----------------- | ------------- | ----------------- | --------------- |
| Севастопольская морская академия            | негосударственный | 2005          | Севастополь       |                 |
| Севастопольский государственный университет | государственный   | 2014          | Севастополь       |                 |

## Список филиалов высших образовательных учреждений
| Название | Категория         | Год основания | Месторасположение | Месторасположение головной организации | Число студентов |
| --- | ----------------- | ------------- | ----------------- | -------------------------------------- | --------------- |
| Институт экономики и права (филиал Академии труда и социальных отношений)                                           | негосударственный | 1997          | Севастополь       | Москва                                 |                 |
| Севастопольский филиал Российского экономического университета имени Г. В. Плеханова                                | государственный   | 2003          | Севастополь       | Москва                                 | 649             |
| Севастопольский экономико-гуманитарный институт (филиал Крымского федерального университета имени В. И. Вернадского | государственный   | 1919          | Севастополь       | Симферополь                            |                 |
| Филиал в Севастополе Государственного морского университета имени адмирала Ф. Ф. Ушакова                            | государственный   | 2002          | Севастополь       | Новороссийск                           | 926             |
| Филиал в Севастополе Московского государственного университета                                                      | государственный   | 1999          | Севастополь       | Москва                                 | 653             |